# یکشنبه تثلیث
یکشنبه تثلیث (انگلیسی: Trinity Sunday) نخستین یکشنبهٔ پس از عید پنجاهه یا گلریزان در سنت کاتولیک است. این عید از معدود جشن‌هایی است که در آن باور تثلیث (سه شخص خدای پدر، خدای پسر که در عیسی مسیح تجسم پیدا کرد و خدای روح‌القدس) و نه مناسبت خاصی جشن گرفته می‌شود.

## نگارخانه

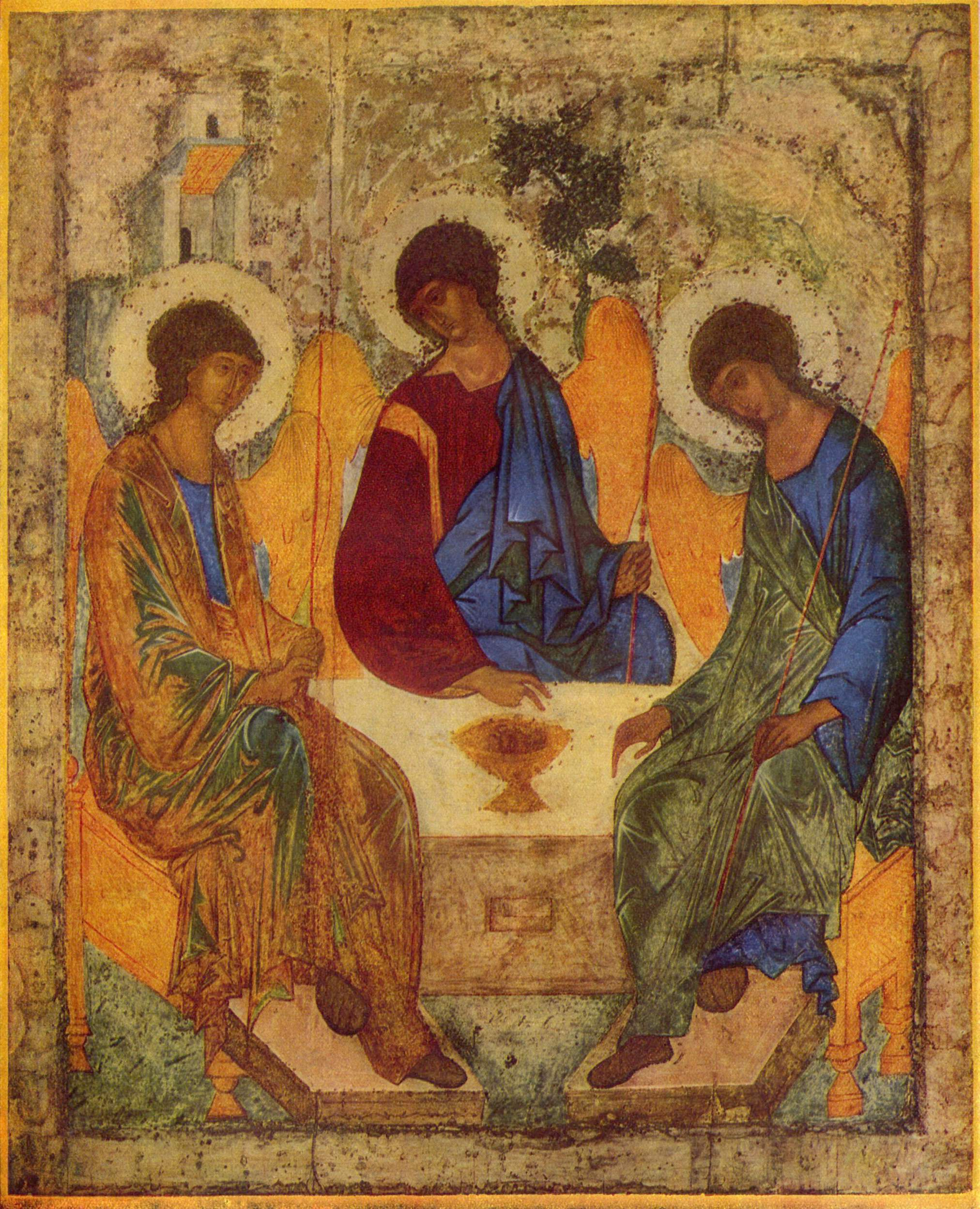
سه فرشته نماد تثلیث، در محضر ابراهیم نقاشی از آندری روبلوف
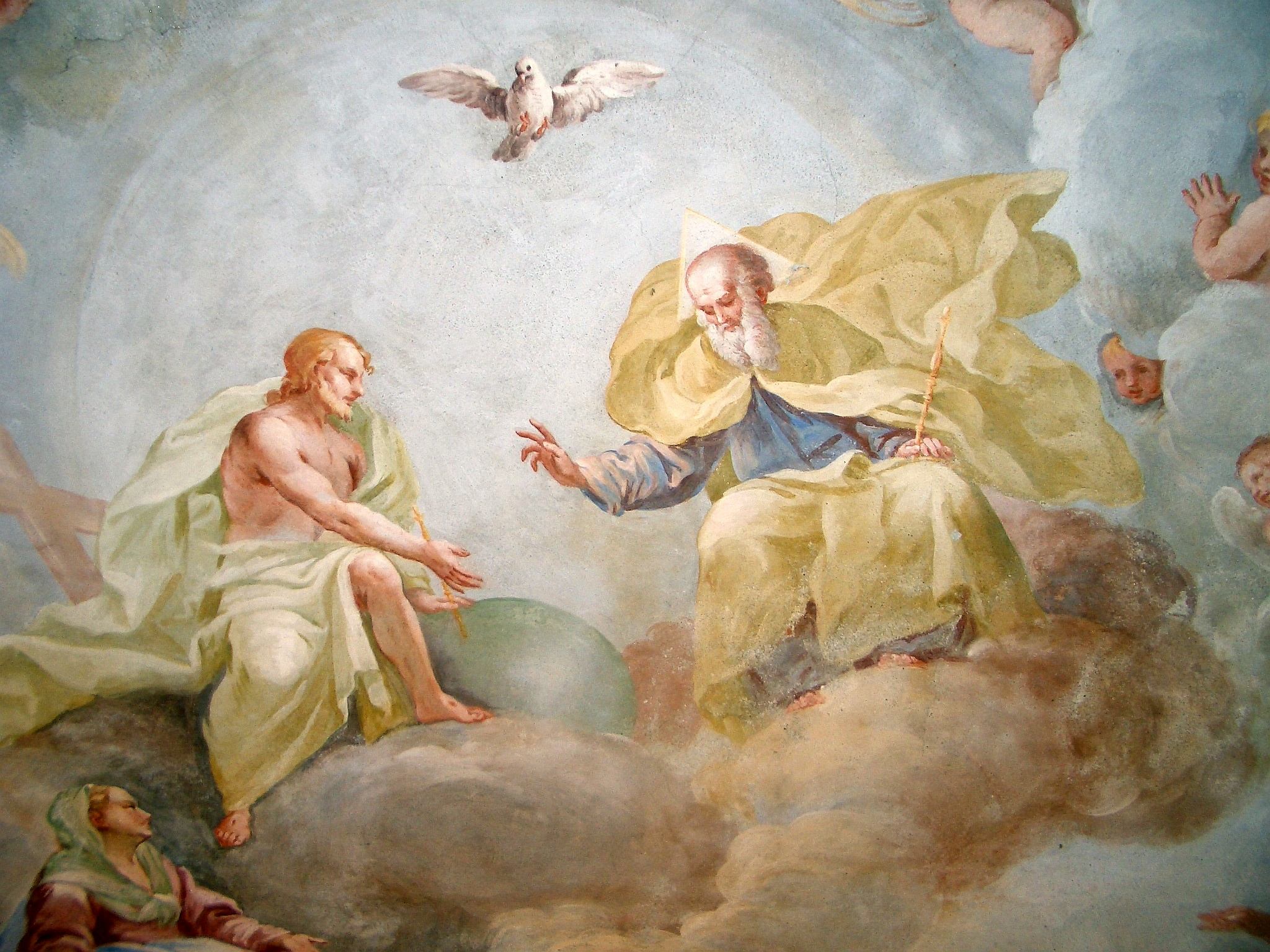
فرسکو اثر لوکا روستی دا اورتا ۱۷۳۸-۱۷۳۹